# Bad Belzig
Bad Belzig là một đô thị thuộc huyện Potsdam-Mittelmark, bang Brandenburg, Đức.

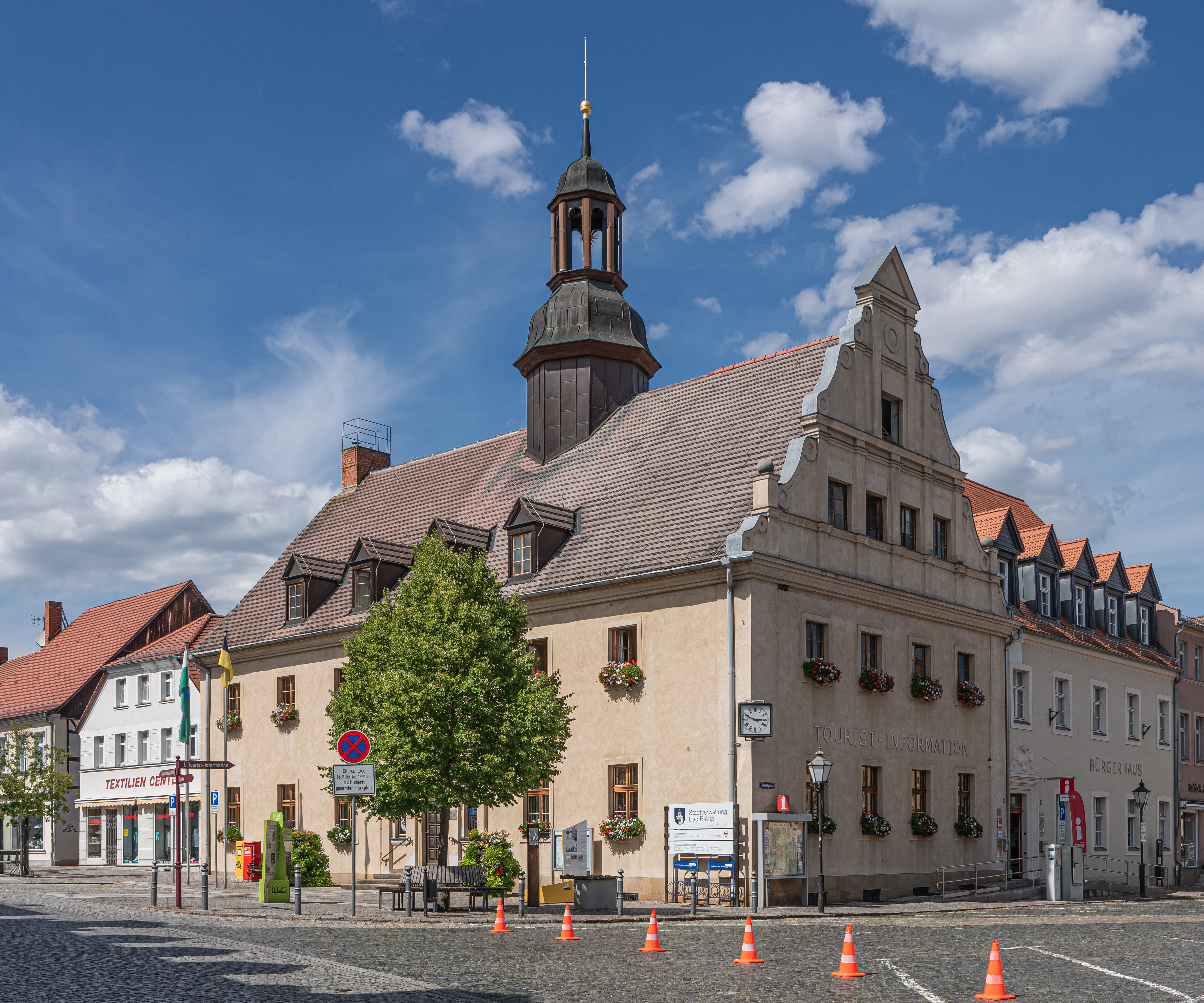
Tòa thị chính
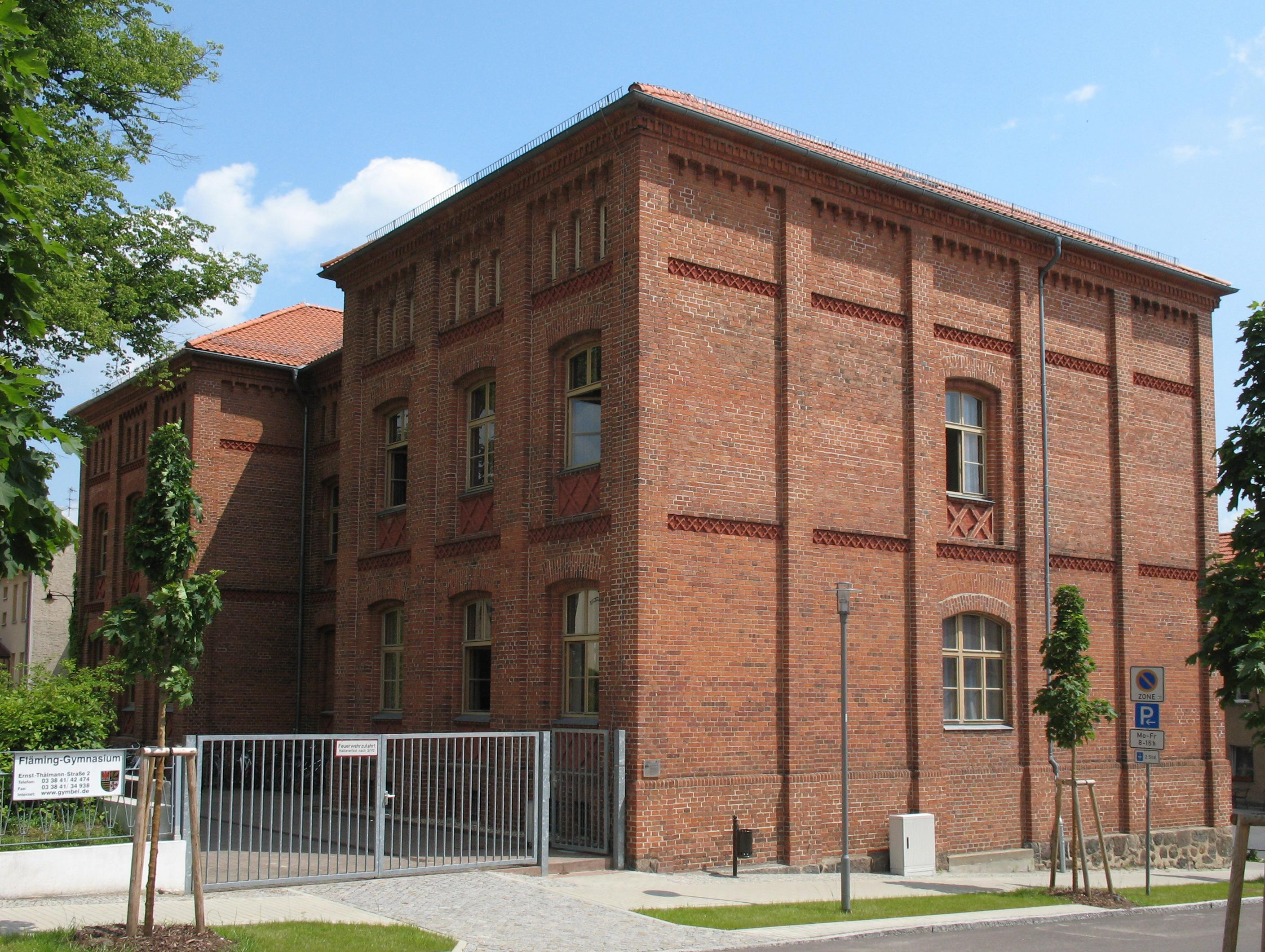
Trường học
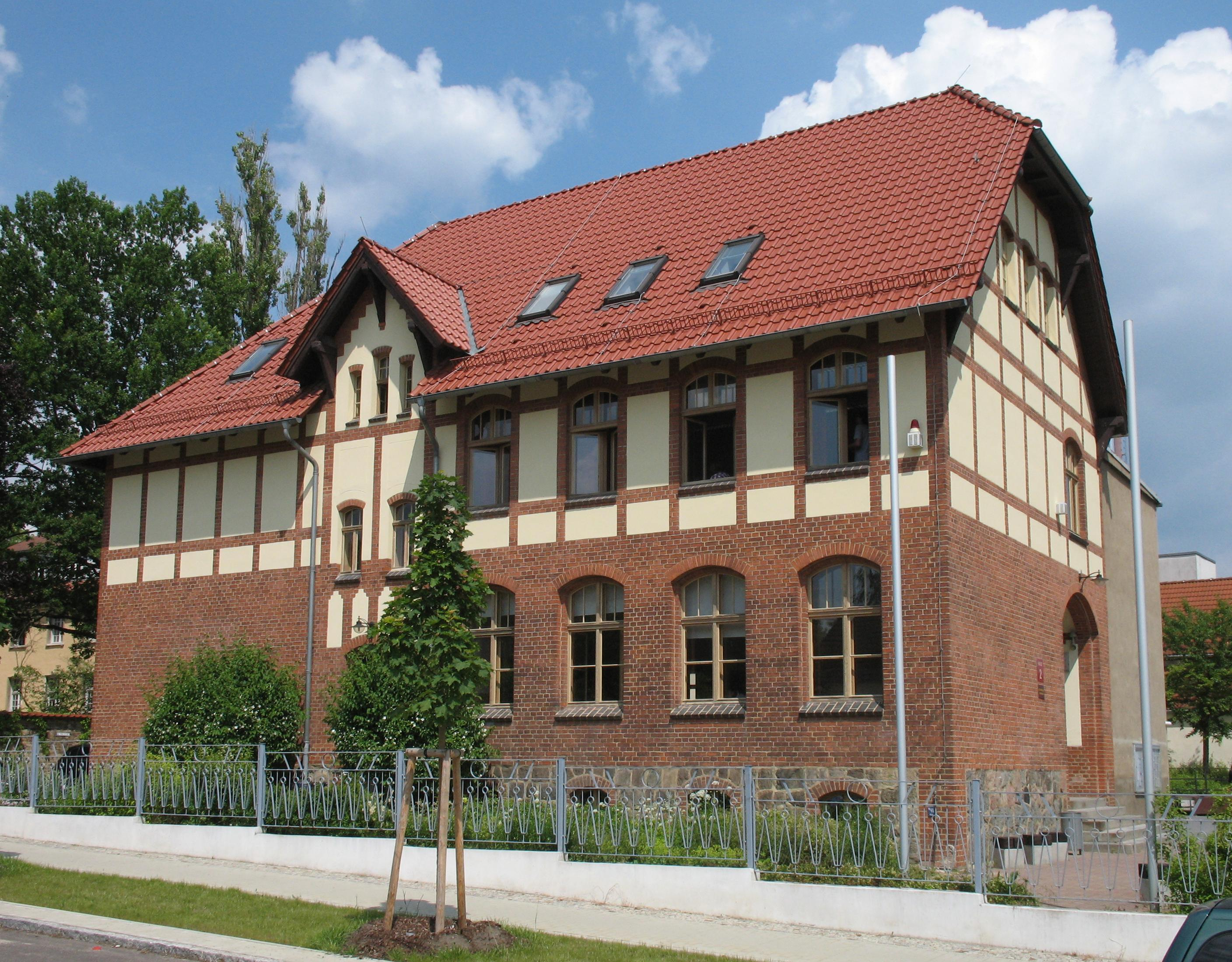
Trường học
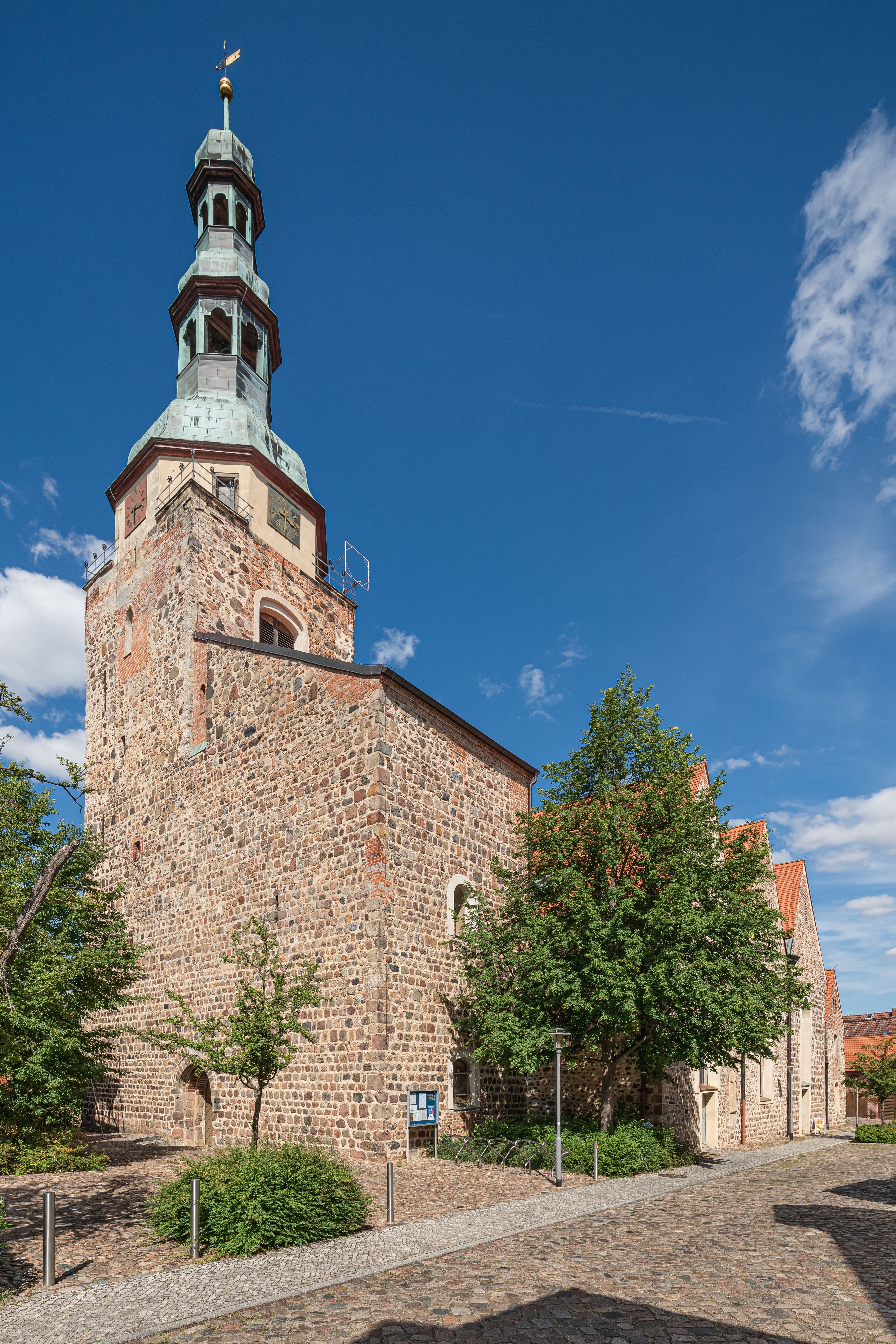
Nhà thờ
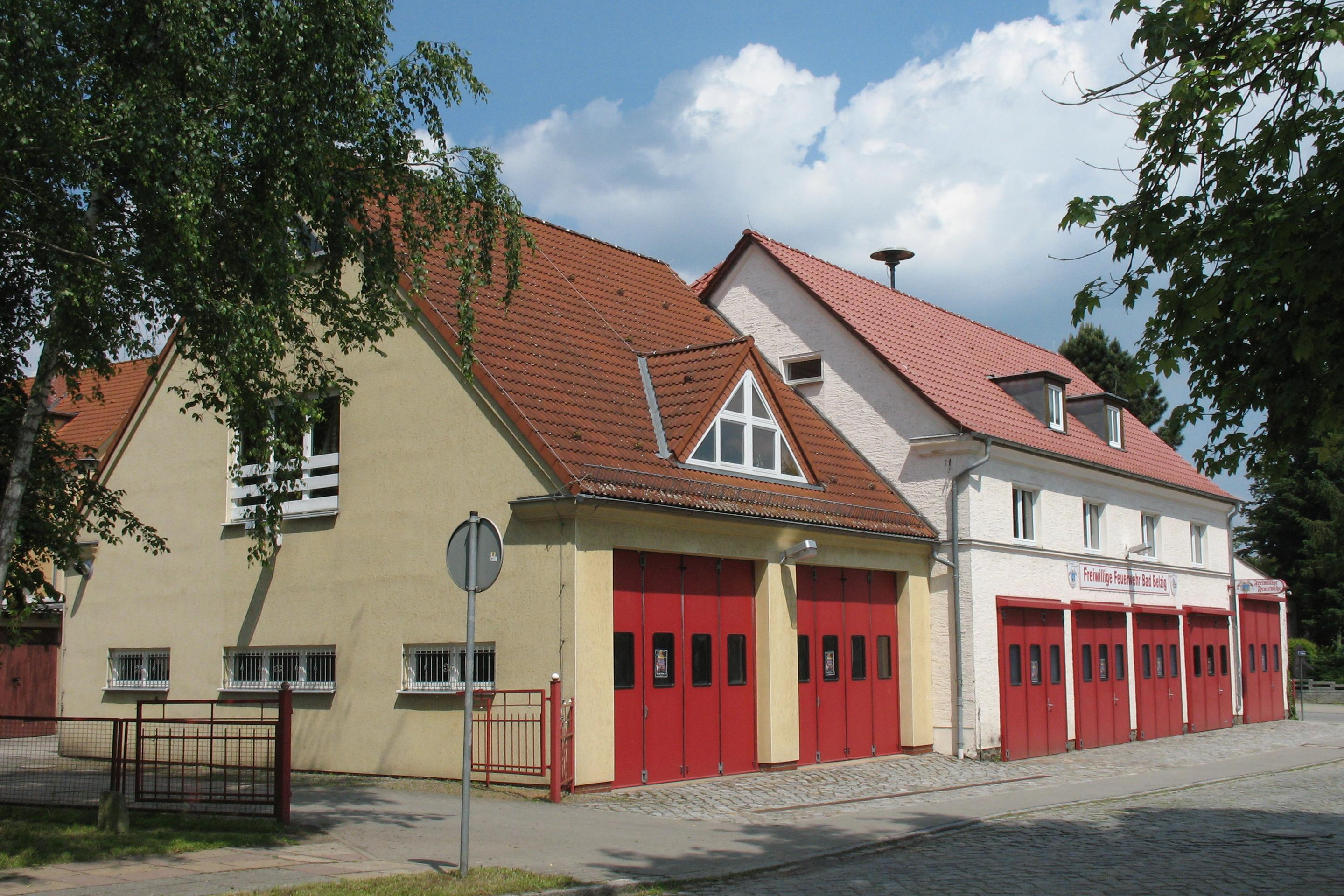
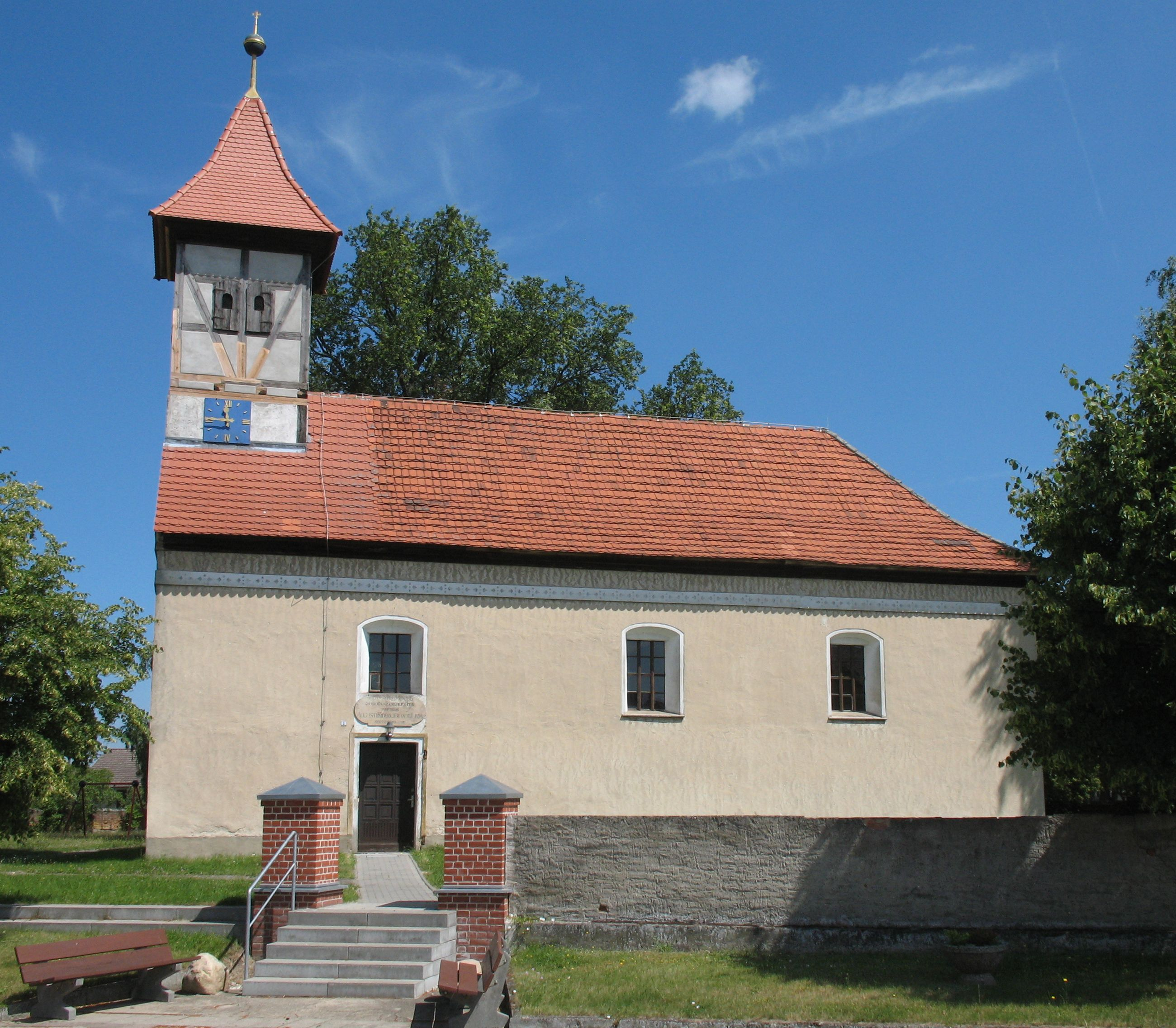
Nhà thờ

## Thành phố kết nghĩa

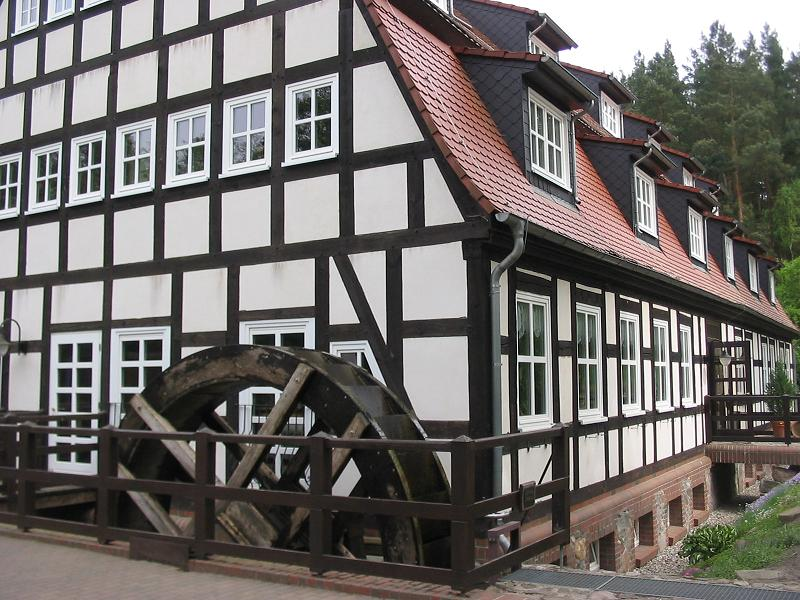
Watermill Springbachmühle, reconstructed

Ritterhude, Lower Saxony.